# BLACK TORCH
『BLACK TORCH』（ブラックトーチ）は、タカキツヨシによる日本の漫画。『ジャンプスクエア』（集英社）にて2017年2月号から2018年4月号まで連載された後、2018年4月11日より同社のWEBコミック配信サイト『少年ジャンプ+』にて同年7月11日まで毎月中旬に更新された。
メディアミックスとして、2025年にテレビアニメ化が発表されている。

## 登場人物
声の項はテレビアニメ版の声優を示す。

### 主要人物
我妻 弍郎（あづま じろう）
声 - 鈴木崚汰
本作の主人公。男性。忍者の末裔。動物と話せる。身体能力が高く、祖父から忍の体術を教わっていた。17歳。
羅睺と同化した。
心の師匠は猪木。
羅睺（ラゴウ）
声 - 上田燿司
「黒き凶星」の異名を持つ、伝説の物ノ怪。黒猫の姿をしているが、元々は人型の姿をしていた。
江戸時代のころはとある村の土地神として崇められていた。
かつて自ら殺生石に憑依し、封印された。
隠密局の施設に封印されていた。
普通の物ノ怪とは違い、飲まず食わずでも妖気を生み出し続けてることができる存在。
鬼子母神 一華（きしもじん いちか）
声 - 千本木彩花
本作のヒロイン。『公儀隠密局』特務二課に所属する女戦闘員。隠密の名家・鬼子母神家の一人娘。17歳。
嫌いなものは物ノ怪、女だとなめる男。
5歳のころに母親は物ノ怪との戦闘で命を落としているとされていたが、実際には違っており、任務中に物ノ怪の術によって石像にされていた。
桐原 零司（きりはら れいじ）
声 - 榎木淳弥
『公議隠密局』特務二課の戦闘員。隠密の名家・桐原家の跡継ぎ。弐郎の入局後、《黒の灯火》に配属された。
17歳。
モットーは「何事も正直に」。双子の兄がいる。

### 公儀隠密局

#### 特務二課
司場 涼介（しば りょうすけ）
『公儀隠密局』特務二課課長。男性。弐郎を隠密局として運用することを上層部である「頭目連」に申請し、新部隊として対物ノ怪特別機動部隊《黒の灯火（ブラックトーチ）》を設立した。
宇佐美 花（うさみ はな）
『公議隠密局』特務二課課長補佐。女性。司場の数少ない部下の一人。
元々は警視庁警備部警護課におり、女性のSPとして重宝された経歴を持つ。

#### 特務一課
隠密局の中でも、人員・権力共に最大を誇る。
久澄 陶子（くすみ とうこ）
『公議隠密局』特務一課課長。女性。右目に傷跡がある。指導教官は我妻寿正。
時枝 蛮十郎（ときえだ ばんじゅうろう）
陶子の部下の男性。

### 隠密局の協力者（物ノ怪）
芙蓉（ふよう）
幼女のような姿の物ノ怪。一人称はワシ。人間に友好的で、公議隠密局とは協力路線を築いている。
狂蓮陣（きょうれんじん）という、相手にとってのトラウマなどを幻覚として見せる術を扱う。
寿正とも知り合いであり、お互い「寿坊（としぼう）」「狐婆（きつねばばあ）」と呼ぶ仲。
伊吹（いぶき）
女性の物ノ怪。「無明の森」を治めている。「鬼神の伊吹」と呼ばれている。
隠密局とは相互不可侵の協定を結んでいる。
文殊丸（もんじゅまる）
元人間の物ノ怪。伊吹の旦那。
200年前に物ノ怪になっており、人間時代は隠密局の一員だった。伊吹によ妖気を分けてもらうことで「半物ノ怪」になっている。

### 物ノ怪（もののけ）
咬牙（コウガ）
少年のような姿の物ノ怪。自称、最強の物ノ怪になる男。不死身の物ノ怪の王となるため、羅睺を自分のモノにしようと目論む。
力を使う際は頭の右部から角が生える。自身の流した血から大剣のような武器を出して戦う。
弐郎の姓・我妻を知っているらしく、弐郎が名乗った際に「あの男のガキかよ」と口にしている。
天鬼と弐郎の父親によって生み出された物ノ怪。
天鬼（あまぎ）
現代の人間を脅かす物ノ怪の頭。色が半分に分かれた髪型の男性のような姿をしている。能力は「共食い」であり、相手の力を我が物にすることができる。
かつて御庭番衆と戦うために羅睺の協力を求めたが断られ、羅睺が守る村の村人を喰らい、羅睺の怒りを買うことで暴走させ人間と共生できない状況に追い込んだ。
鳴子（なるこ）
少女のような姿の物ノ怪。町一つ覆えるほどの結界を張ることができる。
鉄輪（かなわ）
巨漢の物ノ怪。かつては山林を治める鬼神だった。
呂蓮（ろれん）
少年のような姿の物ノ怪。口にガスマスクを着けている。幻覚を操り、旗のような武器を使って戦う。
元々は天鬼の動向を探るために、別の物ノ怪から指示を受けていた。その理由は隠密局を乗っ取るため。

## 用語
公儀隠密局
特務一課、特務二課、情報処理課「劇作家（オペラ）」、「天体観測（メアリー）」などの課がある。

## 書誌情報
- タカキツヨシ 『BLACK TORCH』 集英社〈ジャンプ・コミックス〉、全5巻
  1. 2017年4月9日発行（4月4日発売[20]）、ISBN 978-4-08-881097-3
  2. 2017年8月9日発行（8月4日発売[21]）、ISBN 978-4-08-881139-0
  3. 2017年12月9日発行（12月4日発売[22]）、ISBN 978-4-08-881291-5
  4. 2018年4月9日発行（4月4日発売[23]）、ISBN 978-4-08-881391-2
  5. 2018年8月8日発行（8月3日発売[24]）、ISBN 978-4-08-881541-1

## テレビアニメ

### スタッフ
- 原作 - タカキツヨシ（集英社刊）[25]
- 監督 - 馬引圭[25]
- キャラクターデザイン - 鈴木豪[25]
- シリーズ構成・脚本 - 市川十億衛門[25]
- 音楽 - やまだ豊[25]
- アニメーション制作 - 100studio[25]